# Acacia euthyphylla
Acacia euthyphylla é uma espécie de leguminosa do gênero Acacia, pertencente à família Fabaceae.